# Túnel do Amor
Túnel do Amor é um reality show brasileiro, co-produzido pela Floresta Produções e exibido pelo Multishow e pelo serviço de streaming Globoplay. A primeira temporada foi apresentada por Marcos Mion e estreou em 27 de abril de 2022, contando com dezoito episódios.
Em 25 de junho de 2022 foi anunciada a renovação do reality para a segunda temporada. Em setembro, Ana Clara foi anunciada como nova apresentadora do programa, que tem estreia prevista para 2023.

## Formato
Separadas em duas casas conectadas por um túnel, dez duplas de amigos terão uma missão: ajudar um ao outro a encontrar o crush ideal. Muita coisa pode acontecer durante essa jornada pelo match perfeito: novas amizades, ciúmes, fofocas e, claro, pegação. A cada episódio, um amigo deverá escolher alguém de sua própria casa para dar match com seu parceiro, que está na casa vizinha. Os dates acontecem dentro do túnel e, ali, tudo pode acontecer. Mas se a missão parece fácil à primeira vista, não se engane. No decorrer da temporada, conflitos, desejos e muita convivência levam os participantes a terem escolhas que podem colocar à prova a amizade.

## Apresentadores
| Apresentador(a) | Temporadas | Temporadas | Temporadas |
| Apresentador(a) | 1          | 2          | 3          |
| --------------- | ---------- | ---------- | ---------- |
| Marcos Mion     |            |            |            |
| Ana Clara       |            |            |            |

Galeria de apresentadores
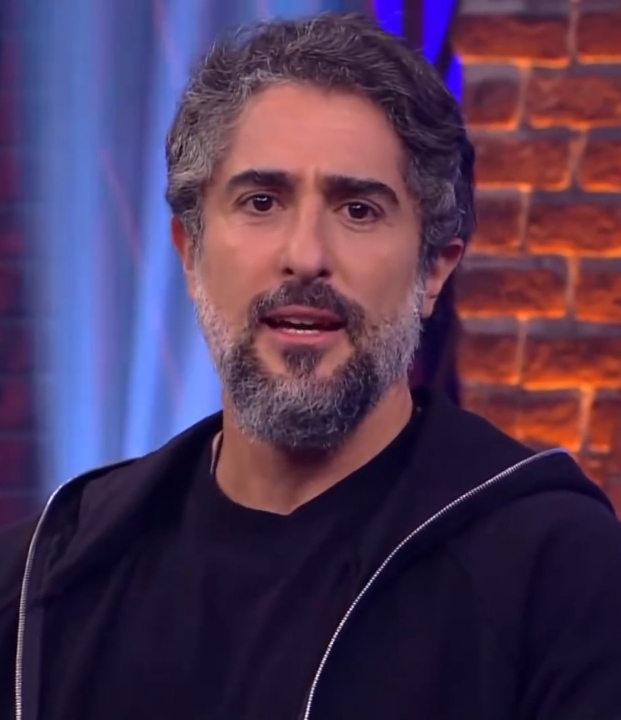
Marcos Mion (2022)
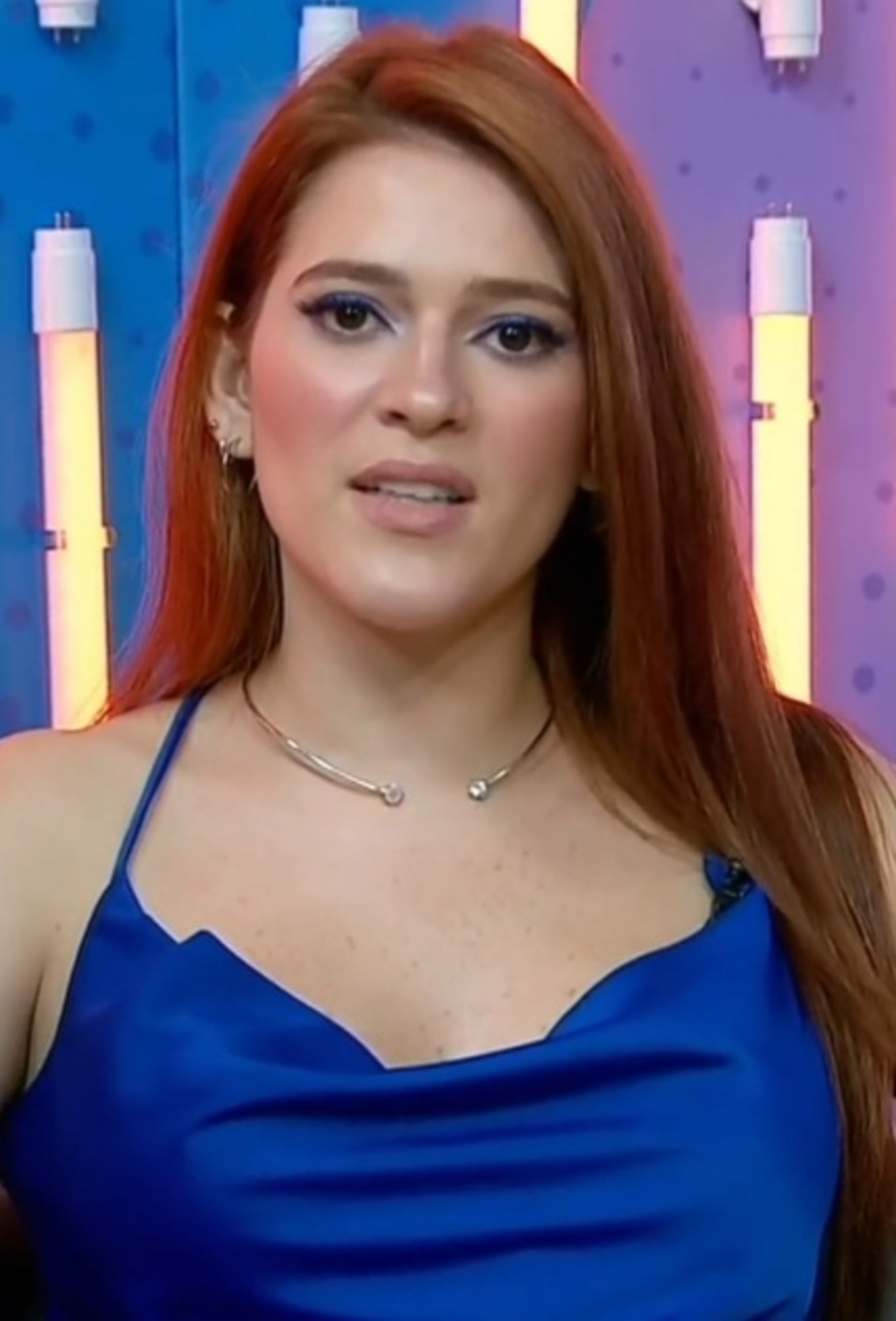
Ana Clara (2023-presente)

## Temporadas
| Temporada | Temporada | Transmissão original | Transmissão original | Número de Episódios | Número de Participantes |
| Temporada | Temporada | Estreia              | Final                | Número de Episódios | Número de Participantes |
| --------- | --------- | -------------------- | -------------------- | ------------------- | ----------------------- |
|           | 1         | 17 de abril de 2022  | 20 de maio de 2022   | 18                  | 26                      |
|           | 2         | 26 de abril de 2023  | 23 de maio de 2023   | 20                  | 26                      |
|           | 3         | 22 de abril de 2024  | 21 de maio de 2024   | 20                  | 26                      |

## 1ª temporada (2022)
A primeira temporada foi exibida de segunda a sexta-feira entre 27 de abril a 20 de maio de 2022.
As duplas de participantes do elenco principal foram anunciadas em 18 de abril de 2022, sendo elas Marina e Luana, Pedro e Daniel, Malu e Darline, Felipe e Stefano, Adriana e Andressa, Randerson e Danillo, Carla e Duda, Caio e Fabio, Vanessa e Nina e, Robson e Otávio. Outras três duplas entraram no decorrer do programa: Brenda e Maíra, Grazi e Lorena e, Allan Boone e Leonardo Kaefer.

### Participantes
| Casa Grafite     | Casa Solar       | Entrada     | Saída       |
| ---------------- | ---------------- | ----------- | ----------- |
| Adriana Quintino | Andressa Gil     | Episódio 1  | Episódio 18 |
| Allan Bonne      | Leonardo Kaefer  | Episódio 11 | Episódio 13 |
| Caio Marques Luz | Fabio Pinto      | Episódio 1  | Episódio 18 |
| Carla Moraes     | Duda Zandonai    | Episódio 1  | Episódio 18 |
| Daniel Viegas    | Pedro Salles     | Episódio 1  | Episódio 18 |
| Danillo Silveira | Randerson Lopes  | Episódio 1  | Episódio 5  |
| Darline Campos   | Marluci Diaz     | Episódio 1  | Episódio 18 |
| Felipe Aranda    | Stefano Piccioni | Episódio 1  | Episódio 18 |
| Lorena Collins   | Grazi Ramos      | Episódio 14 | Episódio 18 |
| Luana Sondahl    | Marina Btkoo     | Episódio 1  | Episódio 18 |
| Maíra Labanca    | Brenda Monique   | Episódio 6  | Episódio 18 |
| Robson Junior    | Otavio Saints    | Episódio 1  | Episódio 10 |
| Vanessa Dias     | Nina Parreira    | Episódio 1  | Episódio 18 |

## 2ª temporada (2023)
A segunda temporada foi exibida de segunda a sexta-feira entre 26 de abril a 23 de maio de 2023.
As duplas de participantes do elenco principal foram anunciadas em 17 de abril de 2023, sendo elas: Pedro e Arturo, Betina e Liza, Bruno Fraga e Vinícius, Bruno e Diogo Lemela, Mayã e Dani, Jean e Elivelton, Guto e Paulo Vitor, Lari e Izabela, Pâmella e Vick e, Thaís e Thay. No decorrer do programa entraram mais três duplas: Matthews Mendes e Henry Pubb, Rachel Kopke e Tainá Maia e, Luiz Maia e Matheus Chancellor.

## 3ª temporada (2024)
A primeira temporada será exibida de segunda a sexta-feira entre 24 de abril a 21 de maio de 2024.
As duplas de participantes do elenco principal foram anunciadas em 15 de abril de 2024, através do Gshow. 
No final da temporada teve participação da Pocah cantando.

### Participantes
| Casa Grafite     | Casa Solar        | Entrada     | Saída       |
| ---------------- | ----------------- | ----------- | ----------- |
| Bruno Vidal      | Mateus Jesus      | Episódio 1  | Episódio 20 |
| Daniel Lenhardt  | Gabrielle Arcanjo | Episódio 2  | Episódio 20 |
| Jean Bruno       | Guto              | Episódio 8  | Episódio 20 |
| Jéssica Wentland | Gabi Dallacosta   | Episódio 1  | Episódio 16 |
| José             | Joakin            | Episódio 1  | Episódio 20 |
| Juliana Duarte   | Brunna            | Episódio 1  | Episódio 5  |
| Larissa Tomásia  | Alícia Cavalcanti | Episódio 16 | Episódio 20 |
| Maiara Queiroz   | Karol Leão        | Episódio 1  | Episódio 20 |
| Nat Felipe       | Madai Evangelista | Episódio 1  | Episódio 20 |
| Pezão            | Micão             | Episódio 1  | Episódio 9  |
| Ruam             | Kako              | Episódio 1  | Episódio 20 |
| Vanessa Lopes    | Priscila Caliari  | Episódio 11 | Episódio 12 |
| Yasmin Guedes    | Fernanda Costa    | Episódio 1  | Episódio 20 |
| Ygor França      | Neto Guedes       | Episódio 1  | Episódio 20 |

## Prêmios e indicações
| Ano  | Prêmio       | Categoria                                                  | Indicado      | Resultado | Ref.  |
| ---- | ------------ | ---------------------------------------------------------- | ------------- | --------- | ----- |
| 2022 | Produ Awards | Mejor Contenido de Realidad de Convivencia Original Latino | Túnel do Amor | Venceu    | [ 9 ] |

## Ligações Externas
- Túnel do Amor. no IMDb.